# Phytochemical Society of North America
De Phytochemical Society of North America (PSNA) is een vereniging in Noord-Amerika die zich richt op de fytochemie. Het lidmaatschap staat open voor iedereen die is geïnteresseerd in fytochemie en de rol van plantenbestanddelen in aanverwante vakgebieden. Jaarlijks worden er bijeenkomsten georganiseerd in de Verenigde Staten, Canada en Mexico. 
In 1961 is de organisatie opgericht als de Plant Phenolics Group of North America door een groep geïnteresseerd in plantenfenolen. In 1966 werd de huidige naam aangenomen, nadat werd besloten om het werkgebied van de organisatie uit te breiden naar de gehele fytochemie. 
De vereniging is verantwoordelijk voor meerdere publicaties, waaronder Phytochemistry, een wetenschappelijk tijdschrift waarvoor de PSNA samen met de Phytochemical Society of Europe verantwoordelijk is. Een andere publicatie is de serie monografieën Recent Advances in Phytochemistry, waarvan doorgaans elk jaar een deel verschijnt